# Limonia bipendula
Limonia bipendula är en tvåvingeart som beskrevs av Alexander 1978. Limonia bipendula ingår i släktet Limonia och familjen småharkrankar.
Artens utbredningsområde är Fiji. Inga underarter finns listade i Catalogue of Life.